# World Destruction
World Destruction (世界撲滅の六人), também referido como WD, é um RPG desenvolvido pela Image Epoch e lançado pela Sega no Japão no dia 25 de Setembro de 2008 para Nintendo DS.  

## Enredo
A estória se desenrola ao redor de um jovem chamado Kirie, que vive em um mundo dominado por feras. Kirie se junta ao World Destructionist Committee (Comitê de Destruição Mundial).

### Personagens
Kyrie Irunis

O protagonista do jogo, que aparenta ser fraco, mas possui um enorme poder oculto. 

Morte Ashera

Uma jovem com  um passado trágico e que faz parte de uma organização terrorista que tem a intenção de destruir o mundo.

Agan Madoru 

Um amigo de infância de Morte.

Toppy Topuran

Aparenta ser um urso. Ele veste acessórios de piratas.

Lia Dragnel

Parece ser bem jovem mas nasceu 300 anos antes dos eventos do jogo.

Naja Gurefu

Metade humano e metade lobo.

## Sistema de Jogo
Quanto aos gráficos, World Destruction combina personagem em sprites com cenários em 3D bem detalhados. 

### Sistema de Batalha
O sistema de batalha será baseado em turnos mas também terá elementos de jogos de luta. Durante a batalha os jogadores irão acumular uma pontuação chamada BP, que possibilitará a execução de ataques especiais e combinados. Nesses golpes o jogador deverá apertar botões em um ritmo, para tornar os ataques mais poderosos.
A batalha usará as duas telas do DS,

### Word Equip System
Word Equip System é um novo sistema que permite ao jogador encontrar e equipar comandos de voz para as técnicas, afetando em suas forças  de ataque.

## Desenvolvimento
World Destruction foi anunciado na edição de 23 de Abril da Famitsu, que revelou que o jogo já estava cerca 70% completo e que o elenco do jogo contava com mais de 50 pessoas.  
Entre eles estão membros dos times de desenvolvimento de jogos como Xenogears, Chrono Cross, Grandia, detre outros.
Os principais membros da equipe são:

Produtor: Yoichi Shimosato(Shining Force)

Diretor: Kyoki Mikage(Luminous Ark)

Roteirista: Masato Kato (Chrono Trigger, FFVII, Xenogears)

Desenho de Personagem: Kunihiko Tanaka  (Xenogears e Xenosaga)

Compositor: Yasunori Mitsuda (Chrono Trigger, Chrono Cross, Xenogears).

Designer Mecânico: Shingo Takeba.

Criadores de Personagens: Hiroaki Utsumi, Masato Kato, Tsukasa Kado, Kunihiko Tanaka e Kimihiko Fujisaka

Criadores de Monstros: Tetsuya Shinkai, Makoto Nagasawa, Masatoshi Azumi e Hiroaki Utstumi.

Criador de ImageBoard:  KUSANAGI, Katsumi Aizaki, Masakichi, Kunihiko Tanaka e Hiroomi Munemasa.
A equipe de produção promete aproveitar o máximo das capacidades gráficas do Nintendo DS.
World Destruction será vendido no Japão por 5.980 ienes, cerca de 1.000 ienes a mais que um jogo comum de DS, pois será um jogo maciço de 2 gigabits. O jogo contará com uma grande variedade de cenários, uma grande quantidade de vozes e cerca de 300 cenas de eventos.

## Em outras mídias
A Sega planejou uma vasta expansão de mídias para World Destruction, além do jogo de DS.

### Anime
Uma adaptação do jogo para anime, intitulada "WD: Sekai Bokumetsu no Rokunin" (WD: As seis pessoas que irão destruir o mundo), produzido pela Production I.G, começou a ser exibido no dia 7 de Julho de 2008 no Japão.

### Mangá
Adaptação do jogo para mangá, intitulada "WD: Futari no Tenshi" (WD: Dois anjos), está prevista para sair na Dengeki Maou a partir de 26 de Julho de 2008  no Japão.